# بخش‌های دپارتمان اردش
بخش‌های دپارتمان اردش (انگلیسی: Arrondissements of the Ardèche department) شامل ۳ بخش به شرح زیر است:
1. لارژانتیر با ۱۵۳ کمون (فرانسه) و جمعیت ۹۷ هزار نفر در سال ۲۰۱۳ می‌باشد.
2. بخش پریو با ۶۶ کمون (فرانسه) و جمعیت ۸۷ هزار نفر در سال ۲۰۱۳ می‌باشد.
3. بخش تورون-سور-رون با ۱۲۰ کمون (فرانسه) و جمعیت ۱۳۵ هزار نفر در سال ۲۰۱۳ می‌باشد.